# Mijakodzsima-ku
Mijakodzsima-ku (都島区; Hepburn: Miyakojima-ku) egyike Oszaka japán város 24 városrészének.

## Története
Mijakodzsimát 1943 áprilisában alapították, területe korábban Kita-kuhoz és Aszahi-kuhoz tartozott.

## Földrajz
A városrészt északnyugat felől a Jodo-, nyugatra az Okava-, délre pedig a Neja-folyó határolja.

## Kereskedelem

### Cégszékhelyek
- Isojiman
- Osaka Miyakojima Drivers School
- OK Kizai
- Cycle Base Asahi
- Seed
- Taisei-Sure Service
- Odori
- Daitsu
- Hata Kousen
- Bellfa
- Bagel K
- Milbon
- Recruit Factory Partners

### Főbb kereskedelmi létesítmények
- ÆON Kyobashi (korábban Daiei Kyobashi)
- KiKi Kyobashi
- Kyobashi Grand Château
- Keihan Mall
- Konami Sports Club Kyobashi
- COMS Garden
- Don Quijote Sakuranomiya
- Bellfa Miyakojima Shopping Center
- Hotel Keihan Kyobashi

### Korábbi cégszékhelyek
- Elecom
- Haris (a Kracie Foods elődje)
- Tateishi Electric (az Omron elődje)

## Közlekedés

### Vasút
JR West Japan
■Oszaka-hurokvonal
- (Kita-ku) – Szakuranomija állomás – Kjóbasi állomás – (Csúó-ku)

■JR Tózai-vonal, Katamacsi-vonal
- (Kita-ku) – Oszakadzsó-kitazume állomás – Kjóbasi állomás – (Dzsótó-ku)

■Oszakai Higasi-vonal (az eredeti tervek szerint 2012 tavaszán nyílt volna meg, előreláthatólag 2018-ban fogják átadni)
- (Higasijodogava-ku) – Mijakodzsima állomás – (Dzsótó-ku)

Oszakai metró
Tanimacsi vonal
- (Kita-ku) – Mijakodzsima állomás – Noe-Ucsindai állomás – (Aszahi-ku)

Nagahori Curumi-rjokucsi-vonal
- (Csúó-ku) – Kjóbasi állomás – (Dzsótó-ku)

Keihan Electric Railway
■Keihan-fővonal
- (Csúó-ku) – Kjóbasi állomás – (Dzsótó-ku)

## Itt született híres emberek
- Arakava Minako, szinkronszínész
- Ótani Rjúicsiró, énekes
- Kakitani Jóicsiró, labdarúgó
- Kadzsivara Júta, humorista (manzai)
- Kumagai Szakura, röplabdajátékos
- Szugatacuki Asato, énekes
- Tojohara Micuko, esszéíró
- Josza Buszon, költő